# キャプチャード・トラックス
キャプチャード・トラックス（Captured Tracks） は、アメリカ・ニューヨーク州ブルックリン区のインディペンデントレコードレーベル。2008年に設立され、主にインディー・ロック、ポップのバンドを中心にリリースしている。

## 来歴
2008年、ブルックリンでブランク・ドッグスのMike Sniperによって設立された。レーベルの最初のリリースは2009年ダム・ダム・ガールズのセルフタイトルEPだった。その後はWild Nothing、DIIV、Mac DeMarcoなどが次々とヒットしていった。
2011年、シューゲイズの名盤を再発売するシリーズShoegaze Archivesをスタートさせる。この年、新しいバンドを発掘し育てることをレーベルの理念とし、今後他のレーベルからLPを出しているバンドとは契約しないつもりだと宣言した。
2013年8月、キャプチャード・トラックス5周年の記念イベントが行なわれPitchfork.tvによるショートドキュメンタリーが公開された。

## アーティスト
かつてリリースのあったアーティストを含む
- Alex Calder
- Beach Fossils
- Blank Dogs
- Blouse
- Catwalk
- Chris Cohen
- Cosmetics
- Craft Spells
- Dignan Porch
- DIIV - ダイヴ
- Dum Dum Girls - ダム・ダム・ガールズ
- Heavenly Beat
- Holograms
- Hoop Dreams
- The Jameses
- Jesse Ruins
- Mac DeMarco - マック・デマルコ
- Medicine
- Minks
- Naomi Punk
- Soft Metals
- The Soft Moon
- Thieves Like Us
- Veronica Falls
- Widowspeak
- Wild Nothing - ワイルド・ナッシング
- Woods